# Allmen
Der Allmen (auch Almen; früher auch Allmann, Allman) ist ein bewaldeter Berg im Zürcher Oberland mit einer Höhe von 1079 m ü. M. Er liegt etwa 2,5 Kilometer Luftlinie nördlich des Bachtels auf dem Gebiet der Gemeinde Hinwil im Schweizer Kanton Zürich; unweit vom Gipfel liegt zudem der höchste Punkt der Gemeinde Bäretswil.
An der nordwestlichen Flanke des Allmen, auf dem Gebiet von Bäretswil, liegt die Täuferhöhle. Ein Hof am Westabhang trägt seinen Namen (936 m ü. M.). Ein südlicher Nebengipfel ist mit Hörnli (1047 m ü. M.) benannt. Zwischen diesem Hörnli und dem Bachtel befindet sich die Passhöhe Schufelberger Egg (990 m ü. M.), über die eine Nebenstrasse zum Weiler Schufelberg und nach Gibswil führt. Es ist der höchstgelegene befahrbare Übergang im Kanton Zürich. Schufelberg liegt in der Ausstülpung der Gemeinde Hinwil ins Quellgebiet der Jona, die sich als schmaler Streifen bis zum Wissengubel gleich oberhalb Gibswil erstreckt.
Der Allmen ist namensgebend für die Allmannkette (auch Bachtelkette), die westlich der Töss vom Bachtel über den Auenberg, Allmen, Stüssel (1052 m ü. M.), Stoffel (929 m ü. M.), Tämbrig (820 m ü. M.) nach Kyburg, und über den Chomberg (644 m ü. M.), Blauen (609 m ü. M.), Rhinsberg (567 m ü. M.), Altenhau (Hiltenberg, 545 m ü. M.) bis Rheinsfelden führt und die Wasserscheide zwischen Töss und Glatt bildet. Die Hügelkette soll im Frühmittelalter die Grenze zwischen Zürichgau und Thurgau innerhalb des Herzogtums Alamannien gebildet haben.
Die Herleitung des Namens Alman (Allmann) vom Namen der Alemannen findet man schon bei Johannes Stumpf (1548); zustimmend äussert sich Franz Ludwig Haller von Königsfelden (1812) und erneut Heinrich Meyer (1849). Ernst Förstemann (1871) erwägt für das Namenselement Alman-, Allmann- neben Herkunft von Alaman- auch eine Ableitung von den Personennamen Adalmann oder Altmann. Für die Nebenform Wallman bei Escher von der Linth suggeriert Ludwig von Bollmann (1837) einen Anklang an ein Wort Wallmen für «Heuschober». Die neue Form Allmen setzt sich erst nach 1950 durch (Angleichung an die regionale Form für den Begriff «Allmende»).
Die Bäretswiler Hofnamen Allenberg und Hinterer Allenberg am Jakobsberg über Bettswil haben wohl anderen Ursprung als der Allmen. Den entscheidenden Hinweis kann die Aussprache im alten Zürcher Oberländer Dialekt geben: Walbrg. Also: Wallenberg, wie Walenstadt, Stadt der Walen, der Welschen, also lateinisch Sprechenden. Es ist gut vorstellbar, wie sich nach dem Rückzug der Römer aus Helvetien und der Landnahme durch die Alemannen Lateinisch sprechende Ansässige in abgelegenere Zonen zurückzogen und ihre Niederlassungen fortan nach ihnen benannt wurden: Walenberg, Wallikon (Russikon), Walenbach (Kempten).
«Der Allmann» war der Name einer Zeitung, die von 1852 bis 1870 in Hinwil herausgegeben wurde, 1960 mit dem Volksblatt vom Bachtel zusammengelegt wurde und seither Zürcher Oberländer heisst.
Die Töss–Allmann-Bahn war eine 1871 geplante Bahnverbindung, die die Allmannkette bei Bussental (Bäretswil) überquert hätte, die aber nie verwirklicht wurde. An ihrer Stelle entstand nach den Plänen von Adolf Guyer-Zeller 1901 die Uerikon-Bauma-Bahn, UeBB, auch «Überbein-Bahn» genannt. Sie wurde 1947 von den SBB übernommen und bis 1969 betrieben. Heute verkehren auf der Strecke Bauma-Hinwil die Züge des Danmpfbahn-Vereins Zürcher Oberland DVZO.